# السلطة المطلقة
السلطة المطلقة هو مصطلح يعني الحكومة المطلقة، نظريا وعمليا، أو الحكومة التي لا يحدها حد من داخلها. وينبغي التفرقة ما بين الحكومة المطلقة والسلطة المطلقة، فالسلطة متضمنة في الدولة باستمرار، وقد تحدها سلطات أخرى، والحكومة يمكن أن تكون مطلقة حتى دون استيلائها على السلطة المطلقة: وهي تكون كذلك عندما لا تكون هناك كوابح دستورية، فلا يخضع أي تصرف لها للنقد أو المعارضة باسم الحكومة. والحد الأساسي للحكومة هو القانون.
والمدافعون عن السلطة المطلقة من أمثال طوماس هوبز وسير روبرت فيلمر في إنجلترا، والأب جاك بوسيه وجان بودان في فرنسا، كانت تحركهم باستمرار الفكرة أن أي حكومة تحتاج إلى سيادة أي إصدار القرارات دون مساءلة. وما دامت السيادة نفسها تمارس عن طريق القانون: كان السيد الحاكم يمكن نقده هو نفسه عن طريق القانون، رغم أن القانون من صنعه.